# إدموند لورانس
إدموند لورانس (بالإنجليزية: Edmund Lawrence)‏ (8 ديسمبر 1952 بليك تشارلز في الولايات المتحدة - 16 يوليو 2015) هو لاعب كرة سلة أمريكي في مركز الوسط. لعب مع ديترويت بيستونز.

## وصلات خارجية
- إدموند لورانس على موقع إن بي أي (الإنجليزية)
- إدموند لورانس على موقع سبورتس رفرنس (الإنجليزية)
- إدموند لورانس على موقع كلية كرة السلة في سبورتس رفرنس.كوم (الإنجليزية)
- إدموند لورانس على موقع ريلجم (الإنجليزية)
- إدموند لورانس على موقع بروبوليرز (الإنجليزية)